# Port Royal (Virginia)
Port Royal è una cittadina degli Stati Uniti d'America, parte della contea di Caroline nello Stato della Virginia.

## Storia
L'insediamento venne fondato a metà del XVII secolo come porto posto alla foce del tratto navigabile del fiume Rappahannock, e fu un attivo centro di esportazione del tabacco coltivato nell'entroterra.